# 莫里森 (密蘇里州)
莫里森（英語：Morrison）是位於美國密蘇里州加斯科內德縣的城市。

## 人口
根據2020年美國人口普查的數據，莫里森的面積為1.18平方千米，皆為陸地。當地共有人口93人，而人口密度為每平方千米79人。